# Andévalo
El Andévalo o El Campo de Andévalo es una de las seis comarcas de la provincia de Huelva, en Andalucía. Se localiza entre la Sierra de Aracena, la Tierra Llana de Huelva y la frontera con Portugal.

## Historia
El actual territorio de la comarca ha estado poblado desde antes de la conquista romana de Hispania; sin embargo, no se tiene mucha información sobre estos grupos humanos. 
Durante la era romana, se utilizó la riqueza del territorio y desde Roma se explotaron los recursos mineros del territorio que comprende las actuales provincias de Huelva y Badajoz. Después de la caída del Imperio romano, el territorio entra en decadencia y poco se sabe del territorio durante la era visigoda. 
Durante la conquista musulmana, el actual territorio del Andévalo es alcanzado por los Omeya a mediados del año 713, y durante la época musulmana, el territorio llegó a estar controlado por la Taifa de Sevilla. Tras la caída de la taifa de Badajoz en el año 1230, el territorio no tardó en ser conquistado por la recién formada Corona de Castilla en el año 1236, quedándose esta a pocos kilómetros de la costa onubense, y en una posición estratégica que les permitiría alcanzar Huelva y Sevilla durante el año 1248. 
La conquista cristiana va a suponer, en un largo proceso, el establecimiento definitivo de un sistema de asentamientos de ciudades históricas que ha llegado hasta la actualidad. El sistema de repoblación se inicia sobre todo en el siglo XV partiendo de los señoríos de la campiña: Ayamonte, Gibraleón y Niebla. Desde el punto de vista de la economía de cada casa señorial, el Andévalo se pretende recuperar como área de recurso básicamente agro-ganadero. 
Ya en el siglo XVI-XVII es también un territorio de frontera: los señoríos han languidecido y la Corona se hace presente ante el estado de confrontación con el Reino de Portugal.
El regreso a los grandes centros mineros históricos (Tharsis y Riotinto) supone también la apertura de numerosas concesiones mineras por todo el Andévalo (Calañas, Sotiel, El Cerro, Herrerías, etcétera) que, perfilando el sistema de asentamientos de los tres siglos anteriores, marcan la configuración definitiva del territorio hasta nuestros días. Lo restante, tras el abandono de las actividades, sobre todo a partir de los setenta, es un inmenso patrimonio industrial inmueble y de infraestructuras ferroviarias. 

## Ubicación
El Andévalo limita al este con la comarca de la Cuenca Minera, al sur con El Condado, la Comarca Metropolitana de Huelva y la Costa Occidental, al oeste con Portugal y al norte con la Sierra de Huelva.
El Andévalo es un espacio de transición entre la planicie litoral y los abruptos relieves de la zona serrana, existiendo en ella una gran actividad cinegética, artesanal, ganadera y minera. Tradicionalmente se considera una zona de alto interés etnológico por sus peculiares y variadas tradiciones. En el terreno de la música destaca su fandango y en campo de la gastronomía los guisos basados en el gurumelo.

## Municipios
El Andévalo está compuesto por los siguientes municipios
| Escudo | Municipio                     | Superficie (km2) | Población (2024) | Densidad (hab./km2) |
| ------ | ----------------------------- | ---------------- | ---------------- | ------------------- |
|        | Alosno                        | 191,07           | 3 982            | 20,84               |
|        | Cabezas Rubias                | 109,0            | 710              | 6,51                |
|        | Calañas                       | 237,83           | 2 759            | 11,60               |
|        | El Almendro                   | 170,61           | 858              | 5,03                |
|        | El Cerro de Andévalo          | 286,12           | 2 260            | 7,90                |
|        | El Granado                    | 97,55            | 493              | 5,05                |
|        | La Zarza-Perrunal             | 44,71            | 1 189            | 26,59               |
|        | Paymogo                       | 214,0            | 1 143            | 5,34                |
|        | Puebla de Guzmán              | 336,30           | 3 095            | 9,20                |
|        | San Bartolomé de la Torre     | 56,61            | 4 036            | 71,29               |
|        | San Silvestre de Guzmán       | 49,0             | 644              | 13,14               |
|        | Sanlúcar de Guadiana          | 96,50            | 416              | 4,31                |
|        | Santa Bárbara de Casa         | 146,59           | 1 128            | 7,69                |
|        | Tharsis                       | -                | 1 854            | -                   |
|        | Valverde del Camino           | 218,70           | 12 611           | 57,66               |
|        | Villanueva de las Cruces      | 34,39            | 380              | 11,05               |
|        | Villanueva de los Castillejos | 263,98           | 2 936            | 11,12               |
|        | Total                         | 2 552,96         | 38 640           | 15,14               |

## Festividades
En la comarca como en los municipios existen multitud de festividades:
- Feria Ganadera (Puebla de Guzmán)
- Vigilia y Romería en honor a San Benito Abad (Cerro de Andévalo)
- Fiestas de Santa Bárbara, patrona de los mineros (La Zarza)
- Semana Santa (El Cerro de Andevalo).
- Romería de la Virgen de Coronada (Calañas/Sotiel)